# Shneur Kotler
Pour les articles homonymes, voir Kotler.
Yosef Chaim Shneur Kotler, connu comme Shneur Kotler (1918, Sloutsk, Empire russe, aujourd'hui, Biélorussie - 24 juin 1982, Boston, Massachusetts) est un rabbin américain, Rosh yeshiva du Beth Medrash Govoha (BMG) de Lakewood, New Jersey, de 1962 à 1982. Il est le fils du rabbin Aharon Kotler, le fondateur de la yechiva et le père du rabbin Malkiel Kotler, actuel Rosh yeshiva.

## Éléments biographiques
Shneur Kotler est né en 1918 à Sloutsk dans l' Empire russe, aujourd'hui, en Biélorussie,. Il est le fils du rabbin Aharon Kotler et de Rivka Chana Perel Meltzer, la fille du rabbin Isser Zalman Meltzer, qui est alors le rabbin de Sloutsk. Il reçoit le prénom de Shneur que portait son grand-père paternel, le rabbin Shneur Zalman Pines.

### Études
Shneur Kotler reçoit son éducation juive de son père. Il va ensuite étudier à la yechiva de Kamyanyets (Kaminetz), en Pologne, où il étudie avec le rabbin Boruch Ber Leibowitz

### Palestine mandataire
En 1940, les yechivot de Lituanie se réfugient à Vilnius. Le rabbin Aharon Kotler qui avait transféré sa yechiva de Sloutsk à la yechiva de Kletzk se réfugie également à Vilnus.
Shneur Kotler se fiance avec Rischel Friedman à Vilnius. Ils doivent se séparer. Shneur Kotler se réfugie en Palestine mandataire. Riscchel Friedman se réfugie à Shanghai avec la Yechiva de Mir. Ils se retrouvent et s'épousent après la guerre.
Durant la guerre, il étudie à Jérusalem à la Yechiva Eitz Chaim, dirigée par son grand-père, le rabbin Isser Zalman Meltzer, qui avait immigré en Palestine mandataire. Il étudie aussi avec le rabbin Yechezkel Sarna, le Rosh yeshiva de la Yechiva de Hébron à Jérusalem et avec le rabbin Yitzchok Zev Soloveitchik, le Brisker Rav.

### Lakewood, New Jersey
En 1946, Shneur Kotler rejoint son père, le rabbin Aharon Kotler, qui dirige la yechiva Beth Medrash Govoha (BMG), à Lakewood, New Jersey. Il n'occupe pas de position officielle. Il étudie au Kollel. Lorsque son père décède en 1962, il prend la relève.

### Famille
Shneur Kotler épouse Rischel Friedmanm la fille du rabbin Aryeh Malkiel Friedman. Ils ont 9 enfants: Meir Kotler, Malkiel Kotler, Isser Zalman Kotler, Yitzchak Shrage Kotler et Aaron Kotler. Ses sœurs sont: Sara Yehudis Schustal, Batsheva Krupenia, Esther Reich et Baila Hinda Ribner.
Il a une sœur, Sara Schwartzman.
Shneur Kotler meurt au Massachusetts General Hospital à Boston, le 24 juin 1982, à l'âge de 64 ans.